# Hyposerica dorsalis
Hyposerica dorsalis är en skalbaggsart som beskrevs av Frey 1968. Hyposerica dorsalis ingår i släktet Hyposerica och familjen Melolonthidae.
Artens utbredningsområde är Madagaskar. Inga underarter finns listade i Catalogue of Life.